# Sri

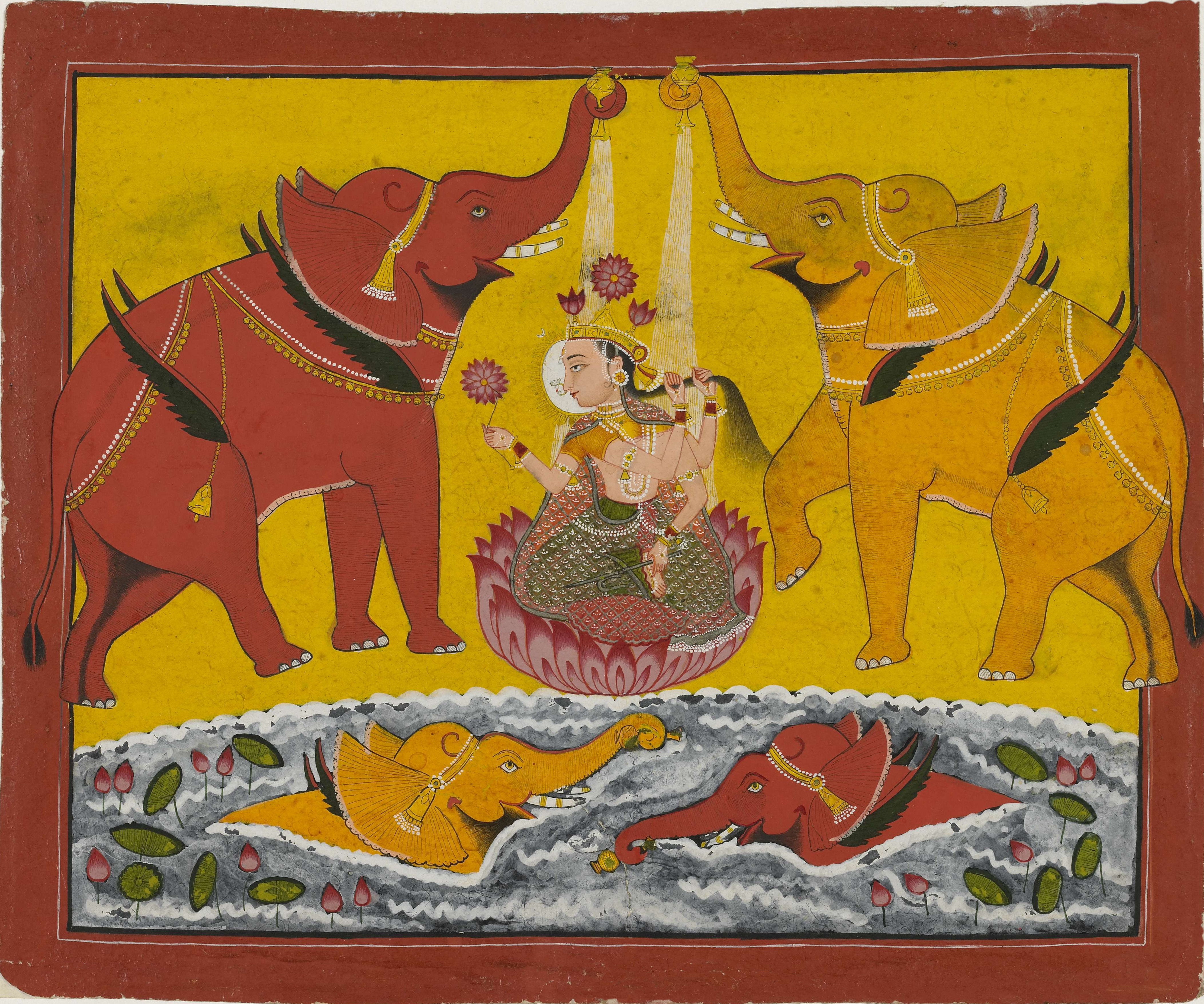
Cuadro de la diosa Sri/Laksmí sentada en un loto con un elefante a cada lado. Nótese las alas de los elefantes, que recuerda al mito de que los elefantes volaban libremente por el cielo. Shri sostiene un loto en la mano derecha inferior, mientras se enjuaga el pelo con las dos manos superiores y la mano izquierda inferior descansa sobre su regazo. Aquí el grupo levita sobre un estanque con abundantes lotos, donde nadan dos elefantes más. (Pintura sobre papel; hacia 1780; en poder del Museo Británico.

Sri o Shri (belleza o riqueza) es una palabra sánscrita que se utiliza como título de respeto en el hinduismo. También es el nombre de una diosa.
Se puede ver escrito de varias maneras:
- śrī en el sistema AITS (alfabeto internacional de transliteración sánscrita).
- sri o shri en español.
- shree o sree en inglés.

## Historia de la palabra
En el Rig-veda (el texto más antiguo de la literatura de la India, de mediados del II milenio a. C.), sri significaba solo ‘lo que difunde luz’, esplendor o belleza. Por ejemplo: śriya ātmajāḥ o śrī-putrá (‘hijos de la belleza’, caballos); y śriyaḥ putrāḥ (‘hijas de la belleza’, refiriéndose a unas cabras con marcas auspiciosas).
En el Atharva-veda (el cuarto texto más antiguo de la literatura de la India, de principios del I milenio a. C.) sri ya significaba prosperidad, riqueza, buena fortuna, tesoro’. Por ejemplo: śriyo bhājaḥ (‘poseedores de dignidad’, refiriéndose a personas de alto rango).
Desde el Satápata-bráhmana (fines del I milenio a. C.) Sri es un nombre de la diosa Laksmí.

## Significado

### Como nombre de divinidades
Sri (o Sri Deví) es un nombre de Laksmí, la diosa consorte del dios Visnú, que —de acuerdo con las creencias hinduistas— es la deví (‘diosa’) de la riqueza.
Lakshmi simboliza la belleza, la riqueza y la gracia.
Sri es también uno de los nombres de Ganesha, el dios hindú de la prosperidad.
El origen de la palabra Sri aparece cuando Ganesha pierde su cabeza mientras protege a su madre Párvati.
Esta es también la razón por la que él es el primero a quien se rinde culto en los sacrificios de fuego (yagñas).
Cuando se emplea como título para dioses, Sri se traduce a veces como ‘señor’ o ‘señora’.
Por ejemplo, Sri Shivá se puede traducir ‘el Señor Sivá’.
Sin embargo, algunos autores prefieren usar Sri sin traducir.
A veces se utiliza doble o triple, para dar énfasis a la adoración.
Por ejemplo, la diosa Sri Sri Sri Durgá, o cuando los krisnaístas se refieren a la «divina pareja» del dios pastor adolescente Krisná con su pastora Radhá.

### Como título de respeto
Sri o Shri se utiliza frecuentemente como un prefijo de respeto para personas.
No tiene género específico.
Se utiliza como prefijo para nombres masculinos y femeninos considerados sagrados o importantes, o quien deriva su poder de alguien sagrado (gurús, avatares).
Cuando se escribe como prefijo de un nombre, es el apócope de śrīmān, ‘próspero’ (siendo śrī: prosperidad’; y mat: ‘el que posee’) o del femenino śrīmatī (que en inglés se abrevia Smt).
Es aproximadamente equivalente a Sr. en castellano, kreiōn en griego, effendi en turco o thiru en tamil.
Otro uso es el enfático Sri Sri como título de importancia, como en el caso del líder espiritual Sri Sri Ravi Shankar.

## Uso

### Lugares geográficos
Sri forma parte de muchos nombres en la India y otros países, por ejemplo:
- Sri Lanka
- Sri Perambadur, ciudad en el estado de Tamil Nadú.
- Sri Nagar, capital de verano del estado de Yammu y Cachemira.
- Sri Jayawardenapura Kotte, capital de Sri Lanka.

### Otros usos
- Sri Isopanishad, una de las Upanishad más antiguas.
- Sri Aurobindo (1872-1950), religioso bengalí.